# Francesco Sfondrati

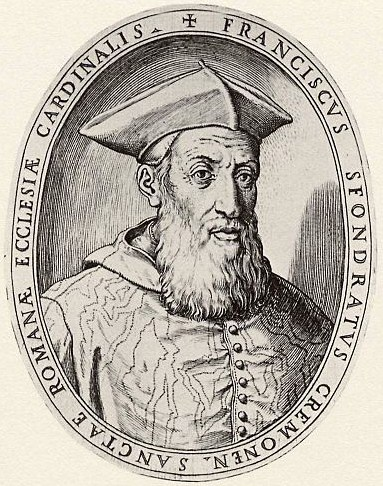
Kardinal Francesco Sfondrati

Francesco Sfondrati (* 26. Oktober 1493 in Cremona; † 31. Juli 1550 ebenda) war ein italienischer Kardinal und Vater des Papstes Gregor XIV.

## Leben

Kardinalswappen (modernes Schema)

Francesco Sfondrati war der Sohn von Giovanni Battista Sfondrati, Patrizier in Cremona, und dessen Ehefrau Margherita Homodeo. Er studierte Griechisch und Latein an der Universität Padua, wo er einen Doktorgrad im Recht erwarb. Er war 1518 Professor für Recht an der Universität Padua und später Professor an den Universitäten in Pavia, Bologna, Rom und Turin. Er wurde Berater des Herzogs von Savoyen Karl III. und Senator in Turin. 1527 und 1528 war er Podestà von Pavia. Im Jahr 1530 wurde er Berater von Francesco II. Sforza, Herzog von Mailand, sowie Senator von Mailand. Er war Geheimer Rat des Kaisers Karl V. und wurde von diesem 1534 in den Reichsgrafenstand erhoben. Am 23. Oktober 1537 ernannte der Kaiser ihn zum Grafen von Riviera di Lecco. Er heiratete Anna Visconti und hatte mit ihr sieben Kinder, das älteste davon war Niccolò, der später als Gregor XIV. Papst werden sollte. Nachdem seine Frau am 20. November 1538 gestorben war, trat er in den geistlichen Stand und wurde Apostolischer Protonotar de numero participantium sowie Referendar an den Gerichtshöfen der Apostolischen Signatur. Über eine Weihe ist nichts bekannt.
Am 12. Oktober 1543 wurde er zum Bischof von Sarno erwählt, jedoch gibt es keine Informationen über eine Bischofsweihe. Er war außerordentlicher Nuntius bei König Ferdinand I. Am 27. Oktober 1544 wurde er zum Erzbischof von Amalfi erhoben.
Papst Paul III. erhob ihn im Konsistorium vom 19. Dezember 1544 zum Kardinalpriester und verlieh ihm am 2. März 1545 die Titelkirche Santi Nereo ed Achilleo.  Am 23. März 1547 wurde er mit dem persönlichen Titel eines Erzbischofs auf den Bischofssitz von Capaccio transferiert und wechselte am 10. Oktober 1547 zur Titelkirche Sant’Anastasia. Er war Teilnehmer des Konklave 1549–1550, aus dem Julius III. als Papst hervorging.
Francesco Sfondrati starb am 31. Juli 1550 in Cremona und wurde in der dortigen Kathedrale beigesetzt.